# Tranquility (módulo da ISS)
O módulo Tranquility  (antes denominado como Node 3) é um módulo habitável da Estação Espacial Internacional (ISS). O módulo foi adicionado à Estação em Fevereiro de 2010  na missão STS-130 do Vaivém Espacial (ônibus espacial em português brasileiro) Endeavour.
O Tranquilly contem os sistemas de suporte à vida mais avançados até hoje colocados no espaço. Estes sistemas reciclam água residual para utilização pela tripulação e geram oxigénio para poderem respirar. Adicionalmente, o novo módulo também contém também um sistema de revitalização atmosférica para remover contaminantes da atmosfera e monitorizar e controlar os constituintes da atmosfera da ISS e também uma "casa-de-banho" da estação o compartimento Waste and Hygiene Compartment.
Também foi concebido para providenciar à zona habitacional energia, dados, controle térmico e ambiental, e acesso à tripulação para outros volumes habitacionais ou para veículos de transporte de tripulações, ou uma combinação destes.
O Tranquility também tem acoplada uma Cúpula e nela uma Estação de Trabalho Robotizada inserida para dar assistência na montagem e manutenção da ISS, bem como possibilitar uma janela para a observação directa da Terra. 